# ميديلزبورو (دائرة انتخابية في المملكة المتحدة)
ميديلزبورو (بالإنجليزية: Middlesbrough)‏ هي إحدى الدوائر الانتخابية في المملكة المتحدة الممثلة في مجلس العموم في برلمان المملكة المتحدة.
عضو البرلمان الذي يمثلها حالياً هو :Sir Stuart Bell (Lab).